# Horngropspindel
Horngropspindel (Baryphyma pini) är en spindelart som först beskrevs av Holm 1950.  I den svenska databasen Dyntaxa används istället namnet Praestigia pini. Enligt Catalogue of Life ingår horngropspindel i släktet Baryphyma och familjen täckvävarspindlar, men enligt Dyntaxa är tillhörigheten istället släktet Praestigia och familjen täckvävarspindlar. Arten är reproducerande i Sverige. Inga underarter finns listade i Catalogue of Life.